# Bisdom Balsas
Het bisdom Balsas (Latijn: Dioecesis Balsensis) is een rooms-katholiek bisdom met als zetel Balsas, in Brazilië. Het bisdom is suffragaan aan het aartsbisdom São Luís do Maranhão.

## Geschiedenis
Het bisdom werd opgericht op 20 december 1954, als de territoriale prelatuur Santo Antônio de Balsas, uit delen van het bisdom Caxias do Maranhão. Op 3 oktober 1981 werd het verheven tot bisdom en nam de naam bisdom Balsas. 

## Parochies
Het bisdom had in 2020 een oppervlakte van 66.025 km2 en telde 305.500 inwoners waarvan 66,8% rooms-katholiek was.

## Bisschoppen
- Diego Parodi (9 mei 1959 - 25 maart 1966; apostolisch administrator sinds 16 juli 1955)
- Rino Carlesi (12 januari 1967 - 15 april 1998)
- Gianfranco Masserdotti (15 april 1998 - 17 september 2006; coadjutor sinds 22 november 1995)
- Enemésio Ângelo Lazzaris (12 december 2007 - 2 februari 2020)
- Valentim Fagundes de Meneses (29 juli 2020 - heden)

São Luís do Maranhão (aartsbisdom) · Bacabal · Balsas · Brejo · Carolina · Caxias do Maranhão · Coroatá · Grajaú · Imperatriz · Pinheiro · Viana · Zé Doca